# قلعه قره تپه
بقایای قلعه قره تپه مربوط به دوره اشکانیان - سده‌های اولیه دوران‌های تاریخی پس از اسلام است و در شهرستان مشگین‌شهر، بخش مرکزی، دهستان دشت، روستای کوجنق واقع شده و این اثر در تاریخ ۲۷ اسفند ۱۳۸۶ با شمارهٔ ثبت ۲۲۶۱۴ به‌عنوان یکی از آثار ملی ایران به ثبت رسیده است.